# Калиновка (Іскітимський район)
Калиновка (рос. Калиновка) — присілок у Іскітимському районі Новосибірської області Російської Федерації.
Входить до складу муніципального утворення Тальменська сільрада. Населення становить 182 особи (2010).

## Історія
Згідно із законом від 2 червня 2004 року органом місцевого самоврядування є Тальменська сільрада.

## Населення
| 2002 | 2007 | 2010 |
| ---- | ---- | ---- |
| 204  | ↗214 | ↘182 |